# Тилвешть
Тилвешть, Тилвешті (рум. Tâlvești) — село у повіті Горж в Румунії. Входить до складу комуни Дрегуцешть.
Село розташоване на відстані 233 км на захід від Бухареста, 10 км на південь від Тиргу-Жіу, 83 км на північний захід від Крайови.

## Населення
За даними перепису населення 2002 року у селі проживали 715 осіб, з них 714 осіб (99,9%) румунів. Усі жителі села рідною мовою назвали румунську.